# LÉ Róisín
La LÉ Róisín (P51) è un pattugliatore dell'omonima classe in servizio nel Seirbhís Chabhlaigh na hÉireann. Il nome gaelico deriva da Roisin Dubh, una delle figlie di Hugh O'Neill, condottiero irlandese del secolo XVI.

## Storia
La Róisín fu costruita dalla Appledore Shipbuilders, nella contea del Devon ed entrò in servizio col Seirbhís nel settembre del 1999. È di stanza nell'isola di Haulbowline, nel quartier generale di Cork Harbour e a Dockyard.

## Caratteristiche
Questa nave è basata sul pattugliatore mauriziano MCGS Vigilant, varato nel 1995; la differenza principale è l'assenza, su quello irlandese, dei ponti per gli elicotteri e degli hangar. L'elevata automazione dei sistemi della nave permette di governarla avendo solamente quarantasette membri dell'equipaggio; questo ha permesso di utilizzare lo spazio per dotarla di sistemazioni comode. La nave è studiata per l'utilizzo nell'Atlantico del Nord.

## Armamento
La nave è armata con un cannone OTO Melara da 76 mm installato sul ponte. Il cannone spara proiettili di sei chilogrammi a una distanza di quindici chilometri, con una cadenza di tiro di circa ottantacinque colpi al minuto. Vi sono anche due mitragliatrici pesanti da 12,7 mm.